# Will Hunt
William Martin Hunt (Gainesville, 5 de setembro de 1971) é um baterista americano, da banda norte-americana Evanescence. Hunt esteve no Skrape até 2004 e já tocou ao vivo e/ou gravou com bandas e artistas como Tommy Lee, Mötley Crüe, Michael Sweet,  bloodsimple, Slaughter, Static-X e muitos outros.

## Carreira
Em maio de 2007, Hunt foi nomeado a substituir Rocky Gray do Evanescence, e permaneceu com o grupo durante a turnê do álbum The Open Door, que terminou em dezembro de 2007. Ele continuou ativo com o Dark New Day enquanto tocava com o Evanescence. Ele tocou com  o Evanescence no show que eles fizeram dia 8 de novembro no Brasil, no Maquinária Festival 2009. Neste ano começou a fazer parte do grupo liderado pelo guitarrista Zakk Wylde, o Black Label Society e foi oficializado como membro permanente do Evanescence. Hunt deixou o Black Label Society para gravar e entrar em turnê com o Evanescence.

## Equipamento
Will usa bateria DW, baquetas Vater e pratos Zildjian.

## Discografia

### Eli
- Push It Hard (1990)

### Skrape
- New Killer America (20 de março de 2001)
- Up the Dose (13 de janeiro de 2004)

### Tommy Lee
- Never a Dull Moment (21 de maio de 2002)

### Dark New Day
- Twelve Year Silence (14 de junho de 2005)
- Black Porch (Acoustic Sessions) (EP) (5 de setembro de 2006)
- Hail Mary  (23 de agosto de 2011)
- B-Sides  (24 de agosto de 2011)
- New Tradition (28 de fevereiro de 2012)

### Bloodsimple
- Red Harvest (30 de outubro de 2007)

### Black Label Society
- Order of the Black (10 de agosto de 2010)

### Methods of Mayhem
- A Public Disservice Announcement (21 de setembro de 2010)

### Crossfade
- We All Bleed (21 de junho de 2011)

### Evanescence
- Evanescence (11 de outubro de 2011)

### White Noise Owl
- Until We Meet Again (11 de março de 2014)

### Michael Sweet
- One Sided War (26 de agosto de 2016)

### Black Label Society
- Order of the Black (2010)